# حمض الغليوكسيليك
حمض الغليوكسيليك أو حمض الأوكسيتيك مركب عضوي يعد أحد الأحماض الكربوكسيلية C2، وهو مادة صلبة عديمة اللون، بلوري، يوجد في العديد من الأنسجة الحيوانية والنباتية وخاصة في الثمار غير الناضجة.